# 奉天社
奉天社（ほうてんしゃ）は、明治時代前半期に秋田県で結成された士族授産結社。
秋田県令・石田英吉や旧藩主・佐竹義堯の援助で小野崎堅治、白土清忠らの旧秋田藩士が1883年（明治16年）5月に結成した。結成当初は就産社と称したが、白土が知遇を得ていた有栖川宮熾仁親王から「奉天」の社号を下賜され、奉天社と改称した。
尊皇愛国の情を強固にし、邦家のために実利を起こして各自の生計を立てることを目的とし、活字印刷、新聞発行および養蚕機業を主たる業とした。結成の年の7月11日には「秋田日日新聞」の第1号を発行している。1884年（明治17年）時点で275人の社員が在籍していた。
就産事業に加えて政治活動も行っており、1889年（明治22年）に結党された秋田中正党の母胎ともなった。

## 註釈
1. ↑  1882年（明治15年）10月には京都で開催された立憲帝政党の党大会に白土が出席している（『秋田大百科事典』p.727）。

## 参照元
1. 1 2 3 4 5 6 7  『秋田大百科事典』p.727
2. ↑  『秋田の先覚 2』p.65
3. ↑  『秋田大百科事典』p.39
4. ↑  『秋田県史 第五巻 明治編』p.63
5. ↑  『秋田県史 第五巻 明治編』p.55
6. ↑  『秋田大百科事典』p.37